# Gesp
El gesp (Festuca eskia) és una herba de la família de les poàcies del gènere Festuca. És un endemisme ibèric, exclusiu dels Pirineus i la serralada Cantàbrica. També se l'anomena gespet.

## Descripció
És una herba cespitosa, amb un rizoma potent que fa tofes denses i pot mesurar entre 30 i 50 cm, glabre i amb fulles plegades, de pocs mil·límetres de diàmetre i punxents. La inflorescència és una panícula laxa, pèndula d'entre 5 i 10 cm de llarg, amb espícules d'entre 9 a 11 mm.

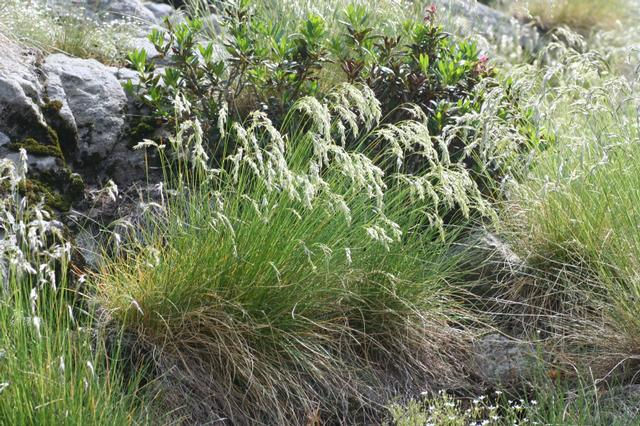
Festuca eskia2

## Ecologia i distribució
El gesp és una espècie comuna als Pirineus, a l'alta muntanya entre 1600 i 2900 metres, sobre terrenys silícics, sobretot en vessants assolellats on pot ser l'espècie dominant.
Els prats alpins de gesp (Festucion eskiae) són una de les comunitats vegetals més esteses a l'estatge alpí i subalpí de la part silícica (amb sòls àcids) dels Pirineus.
Aquests prats han de suportar unes condicions ambientals especialment dures on domina el gesp i s'hi poden trobar algunes poques espècies més, com ara el comí de muntanya, la Regalèssia de muntanya, algunes veròniques de prats d'alta muntanya, i alguna espècie del grup del serpoll.
El pendent i l'orientació al sud afavoreixen que la neu no s'hi pugui acumular gaire, ja sigui per que caigui en forma d'allaus o per que es fongui més aviat que en indrets més arrecerats. El sòl tampoc es gaire profund i té tendència a esllavissar-se lentament cap avall, per un fenomen anomenat solifluxió. En aquest sentit, la presència del gesp, amb el seu poderós aparell radical, fa una feina molt important fixant la terra entre les arrels i evitant que llisqui pendent avall. D'aquesta manera cada individu de gesp reté el sòl sota seu, creant unes tofes amb forma de mitja lluna que dona un aspecte esgraonat als pendents de muntanya on prosperen aquests prats.

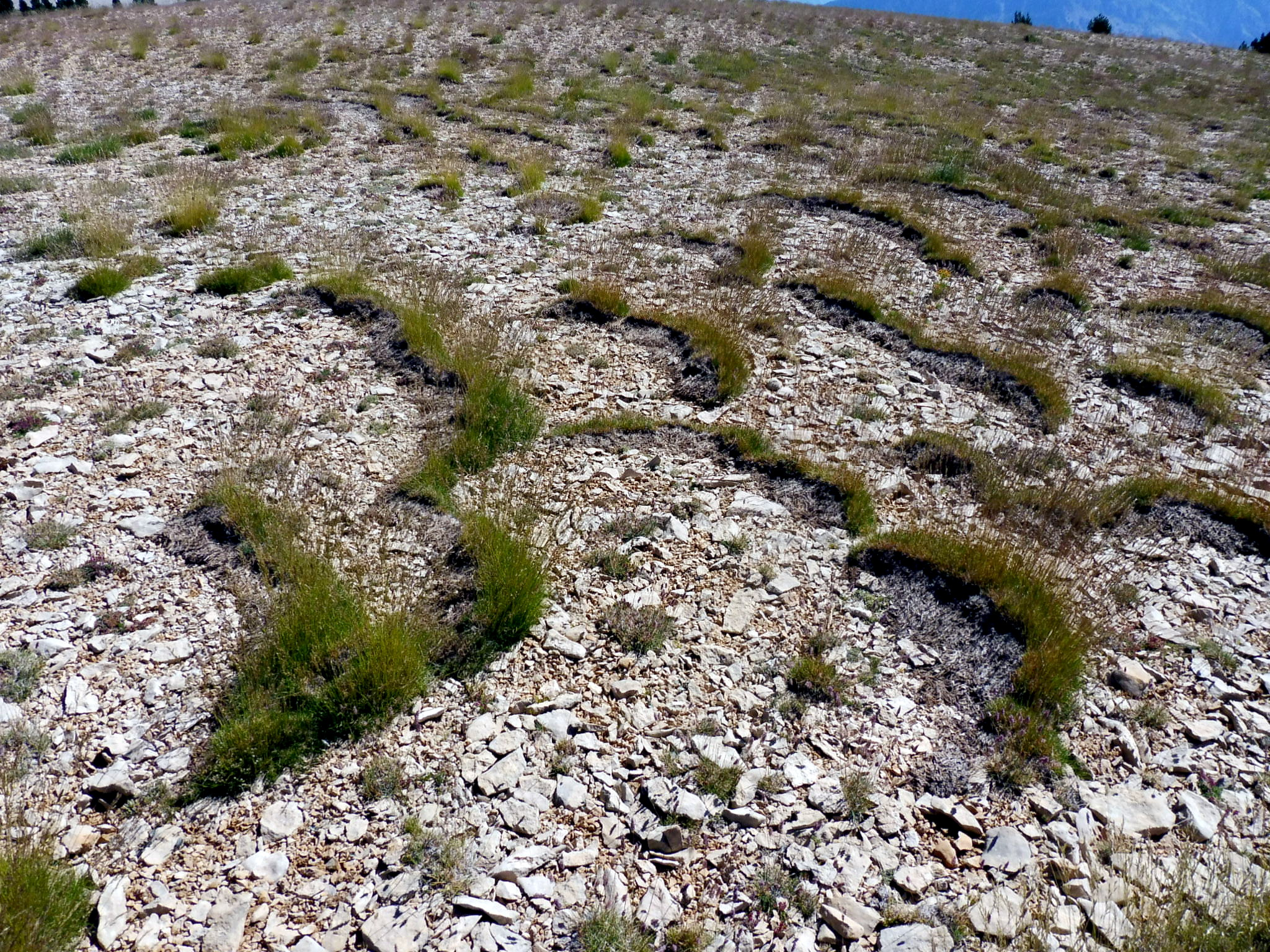
gespet esgraonat

Aquestes pastures, com coneixen bé els excursionistes que hi transiten, són fàcils de creuar transversalment, seguin els corriols formats de manera natural pel gesp; però costa molt de pujar o baixar en sentit perpendicular, saltant per les tofes relliscoses.